# Marea Libiei
Marea Libiei (în greacă veche Λιβυκόν πέλαγος, în latină Libycum Mare) este porțiunea Mării Mediterane aflată la nord de coasta africană a anticei Libia, adică a provinciilor Cirenaica și Marmarica (coasta a ceea ce este acum partea de est a Libiei și vestul Egiptului, între Tobruk și Alexandria). Această denumire a fost folosită de geografii antici pentru a descrie sudul Mediteranei, dar termenul este de asemenea folosit de către scriitorii de călătorie și cartografii moderni. Țărmul sudic al insulei Creta care mărginește Marea Libiei conține Munții Asterousia și Câmpia Mesara; această zonă reprezintă locul unor importante așezări omenești din Epoca Bronzului printre care se află și siturile Kommos, Hagia Triada și Phaistos.
În afară de Creta, celelalte insule din Marea Libiei sunt Gavdos, Gavdopoula, Koufonisi și Chrysi.
Marea Libiei este mărginită la est de Marea Levantului, la nord de Marea Ionică și la vest de Strâmtoarea Siciliei.

## Vezi și
- Golful Sidra